# 準空気銃
準空気銃（じゅんくうきじゅう）とは、圧縮した気体を使用して弾丸を発射する銃のうち、弾丸の運動エネルギーが人を傷害し得るとして法令で定める値以上となるものであって、空気銃 に該当しないものをいう。威力を高めたエアソフトガンによる器物損壊や傷害事件等の発生を防止するため、2006年の銃砲刀剣類所持等取締法（銃刀法）改正によって規制対象に加えられたものであり、準空気銃に該当するエアソフトガンは所持が禁止されている。

## 経緯
1970年代中頃から販売され始めたエアソフトガンは、1980年代のサバイバルゲームなどの流行と共に遊戯銃市場で大きなシェアを占めるようになった。製造業者は自主規制団体を設立して弾丸の威力を規制していたが、玩具として許容される威力の上限に法的根拠が無いという問題があり、自主規制団体に加盟しない業者の高威力エアソフトガンや威力増大を目的とした改造用部品の販売が野放し状態になっていた。2000年代に入ると威力を高めた改造エアソフトガンを用いた傷害事件や器物損壊事件が多発し、2005年に発生した改造エアソフトガンによる連続車両銃撃事件や改造用部品販売業者の摘発を契機として法改正による規制強化が実施された。

## 銃刀法改正
2006年3月7日、警察庁は改造エアソフトガンによる犯罪を防止するため、人を傷害し得る弾丸の運動エネルギーとして内閣府令で定める値以上の威力を有するものを「準空気銃」と定め、所持を禁止する規定（第21条の3）を新設した改正銃刀法案を国会に提出した。
改正銃刀法は同年5月18日の衆議院本会議にて可決成立し、5月24日公布、8月21日に施行されたが、施行日以前から所持していた準空気銃については威力の適正化のため、6か月の経過措置期間を設けた後、2007年2月21日に完全施行された。また、経過措置期間中の威力の適正化に製造業者や販売業者が協力するよう求める附則が設けられた。
法令に基づき職務のために所持する場合や、公務員が試験・研究または公衆の観覧に供するために所持する場合、製造業者が事業場の所在地を管轄する都道府県公安委員会に届け出て公務員の職務用途に供するために製造する場合、または輸出のための製造もしくは輸出を業とする者（使用人を含む）が業務上所持する場合は例外として所持が認められる。
準空気銃は狩猟や有害鳥獣駆除、射撃競技に使用される社会実態が無いため、公安委員会の所持許可の対象にならない。
準空気銃を使用して政令（銃刀法施行令 第12条 第2項）で定める違法行為をした者は、違法行為をした日から起算して10年間は欠格事由として猟銃等の所持許可を取得できない。
準空気銃は銃刀法第24条の2で定める一時保管等の対象になる。

## 威力規定
銃刀法 第21条の3 第1項の定めにより、圧縮した気体を使用して弾丸を発射する機能を有する銃であって空気銃に該当しないもののうち、内閣府令（銃刀法施行規則 第2条）で定めるところにより測定した弾丸の運動エネルギーの値が、人を傷害し得る（出血や皮膚組織の挫滅等を生じる）として内閣府令（銃刀法施行規則 第99条）で定める値（3.5ジュール/平方センチメートル）以上となるものは準空気銃に該当する。
弾丸の運動エネルギー（ジュール）は、摂氏20度から35度の室内において銃口からの水平距離で0.75メートルから1.25メートルの間を移動する弾丸の速さ（メートル毎秒）および弾丸の質量（キログラム）から算出される。準空気銃に該当しない威力の上限は弾丸前端から0.3センチメートル以内の断面積（平方センチメートル）の最大値に3.5を乗じて算出され、6mmBB弾を使用するものは0.989ジュール未満、8mmBB弾を使用するものは1.64ジュール未満が準空気銃に該当しない威力となる。

## 罰則
銃刀法 第32条4の定めにより、準空気銃の所持の禁止に違反した者には、1年以下の懲役または30万円以下の罰金が科せられる。

## 業界の対応
法令で定められた規制値（6mmBB弾換算で0.989ジュール）は日本遊戯銃協同組合 (ASGK) 、日本エアースポーツガン振興協同組合 (JASG) 双方の自主規制値（6mmBB弾換算で0.8ジュール）を上回るため、威力を高めていなければ、これらの自主規制団体に加盟している製造業者のエアソフトガンは全て合法になるはずだったが、実際には多数の加盟業者が自主規制を遵守しておらず、法規制値を超える機種があったため、全機種にわたり安全宣言を行った業者と、要改修機種を発表した業者に分かれた。改修対象となるエアソフトガンは2007年2月20日までの経過措置期間中に威力の適正化を行う必要があったが、現在は改正法が施行されているため、威力を適正化できないエアソフトガンは警察に届け出るか自身で修復困難なまでに破壊・廃棄しなければならない。
法規制に対応し、各自主規制団体では改正銃刀法に適合したエアソフトガンであることを示す証紙を製品箱に貼付している（ASGKやJASG、製造業者が改修または破壊処分を行う必要があると発表したエアソフトガン以外は、法改正前の証紙が貼られていても問題ない）。また、ASGKは使用者自身で威力を測定できるように紙撃ち抜き式の安価な弾速測定器を開発している。
法規制により威力の制限が厳しくなることが危惧されていたが、法規制値が自主規制団体の規制値を尊重する数値に定められたことや、悪質な業者や使用者を排除できる法的根拠が出来たことは評価されている。